# آسیا اوهارا
آسیا اوهارا (به انگلیسی: Asia O'Hara) (زاده ۷ ژوئیهٔ ۱۹۸۲) زن‌پوش آمریکایی است.